# Michela Giuffrida
Michela Giuffrida (Catania, 12 gennaio 1964) è una politica e giornalista italiana.

## Biografia

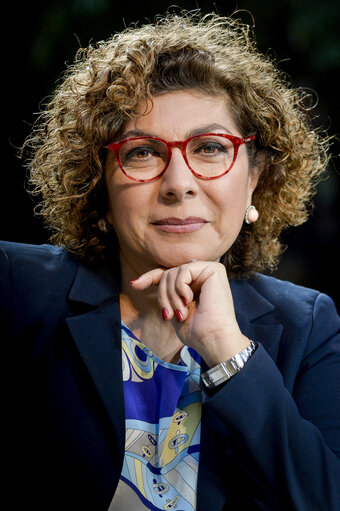
Michela Giuffrida

Laureata in scienze della comunicazione, sposata e madre di una figlia.

### Carriera giornalistica
Dopo gli esordi, appena quindicenne, collaborando con radio e testate locali, inizia la carriera televisiva nel 1988 presso l'emittente catanese Telecolor, del cui telegiornale diventerà direttrice nel 2006.
Diventa giornalista professionista nel 1992. È stata corrispondente de La Repubblica, collaborando anche con altre testate (Radio Capital) e firmando inchieste e servizi per le reti Rai e Mediaset.
Nel 2012 da Telecolor, passa a dirigere il telegiornale di un'altra tv, sempre dell'editore Mario Ciancio, Antenna Sicilia, principale emittente televisiva della regione, fino a quando non va in aspettativa parlamentare.

### Attività politica
Nel 2014 si candida alle elezioni europee con il Partito Democratico, sostenuta dal movimento Articolo 4, fondato dal deputato regionale Nicola Leanza, nella circoscrizione Italia insulare.
Con 92.795 voti viene eletta al Parlamento europeo, ove aderisce al Gruppo Alleanza Progressista dei Socialisti e dei Democratici.

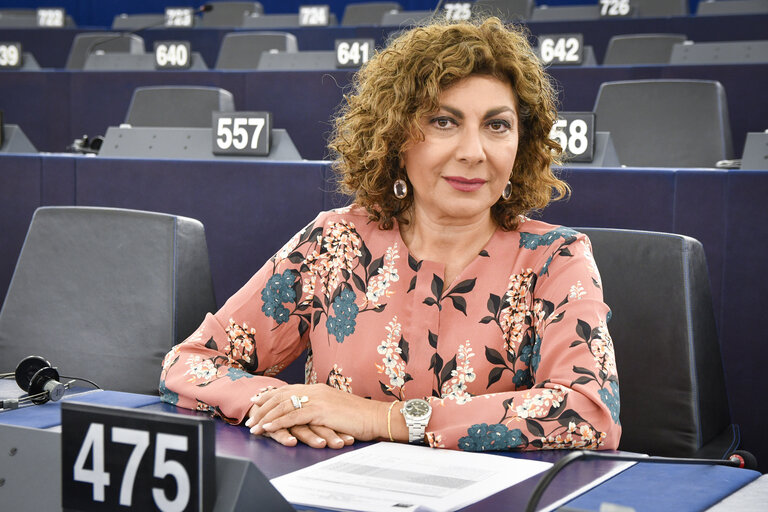
Michela Giuffrida al Parlamento europeo

È componente della Commissione per lo Sviluppo Regionale e delle Delegazioni alle Assemblee parlamentari dell'Unione per il Mediterraneo e di quella mista ACP-UE. È inoltre membro sostituto della Commissione Agricoltura e Sviluppo Rurale, del Comitato per le Petizioni, delle Delegazioni per il rapporti col Mashrek e con l'area Mercosur.
Si ricandida per un secondo mandato alle elezioni europee del 2019 per il PD nella Circoscrizione Italia insulare. Con 52.431 preferenze si piazza in quarta posizione non risultando rieletta.
Il 4 gennaio 2021 è nominata portavoce del presidente della Regione Siciliana Nello Musumeci, di #DiventeràBellissima.
Nel 2021 l′Assemblea regionale siciliana le ha aumentato lo stipendio sino a un tetto di 160 mila euro all′anno, provocando le proteste dell′opposizione, che ha gridato allo scandalo.
Rimane portavoce di Musumeci fino alle elezioni regionali del settembre 2022.